# Venol
Venoler är de kärl som leder blodet från kapillärerna till venerna. Både kapillärer och venoler har semipermeabla kärlväggar, som tillåter syre, koldioxid, näringsämnen och avfallsämnen passera, och sedan låta blodet föra bort dessa. De är mycket tunna och är belägna i kroppens alla vävnader, för att kunna tillförse dessa med de livsnödvändiga ämnena.
Kapillärer innehåller syrerikt blod, venoler har det syrefattiga. Efter att blodet i kapillärerna har lämnat sina nyttigheter (dvs. syre och näringsämnen) till cellen, får blodet cellens avfallsämnen och koldioxid. Nu befinner sig blodet i venolsystemet. 
Från venolerna transporteras blodet till venerna, som snabbt för blodet till hjärtat.